# Fuchsia mezae
Fuchsia mezae är en dunörtsväxtart som beskrevs av Paul Edward Berry och E. Hermsen. Fuchsia mezae ingår i släktet fuchsior, och familjen dunörtsväxter. Inga underarter finns listade i Catalogue of Life.